# 菊野理沙
菊野 理沙（きくの りさ、1988年9月25日 - ）は、日本のフリーアナウンサー。TBSスパークルキャスター室（旧：キャスト・プラス）所属。

## 来歴
東京都出身。立教大学文学部教育学科卒業。
大学を卒業後、2011年4月に宮崎放送 (MRT) に入社。アナウンス部に配属され、2014年に退社するまで同局のアナウンサーを務めていた。
退社後にはキャスト・プラス所属のフリーアナウンサーになり、2014年9月から2017年9月までTBSニュースバードのキャスターを務めていた。

## 担当番組

### テレビ番組
- アッパレ!miyazaki（宮崎放送） - MC
- MRTニュース Next（宮崎放送） - メインキャスター
- わけもん!GT（宮崎放送） - リポーター
- みらい・みやざき まなび隊（宮崎放送） - リポーター
- JNNふるさと紀行（BS-TBS、2012年4月21日） - リポーター。宮崎放送アナウンサー時代に一度だけ出演[4]。
- TBSニュースバード放送番組（TBSニュースバード、2014年 - 2017年） - 東京証券取引所からの中継、衆議院選挙特番開票速報のキャスターなど
- 満足！トレンドナビ（BS-TBS、2015年 - 2019年[5]） - キャスター[5]兼リポーター
- ニュース（BS-TBS）
- 岡三投資ナビ（三重テレビ、2019年 - ） - メインキャスター[6]

### ラジオ番組
- スイッチ音Time（MRTラジオ、2012年 - 2014年） - パーソナリティ兼ディレクター[1]
- サンデー・サプリ（MRTラジオ）
- 吉崎誠二のWarm Up 840（ラジオNIKKEI、2021年 - ） - アシスタント[7]
- Nらじ(NHK R1、2023年度) - キャスター

### その他
- 全国の酒蔵応援！居酒屋探訪家・太田和彦さんとおうちで乾杯！(BS11主催オンライン配信イベント 2022年3月21日、8月11日、2023年1月4日)[8][9][10]